# Ximena Huilipán
Ximena Isabel Huilipán Muñoz (19 de septiembre de 1986) es una actriz y modelo chilena perteneciente a la etnia mapuche. A los 14 años de edad, ganó el concurso Elite Model Look Chile 2002 de la agencia Elite Model Management.

## Biografía
Huilipán fue descubierta por el diseñador de moda Óscar de la Renta, para quien ella modelaba antes de haber ganado el Elite Model Look Chile 2002. Durante su carrera, también fue modelo de la diseñadora internacional Carolina Herrera y tuvo un papel secundario en la película Sangre eterna del director de cine chileno Jorge Olguín. Más tarde continuó su carrera de actriz al interpretar el papel de la esposa de Lautaro en una película histórica sobre la Guerra de Arauco entre españoles y mapuches. En 2009 fue llamada a participar en el reality show de época 1910 producido por Canal 13.
Tras su embarazo, tuvo que distanciarse de su carrera y de sus estudios, sin embargo "siempre ha colaborado en actividades de la causa mapuche".
También existen otra modelos sudamericanas de ascendencia indígena como Caroline Ribeiro y Bruna Tenório.

## Reconocimientos y distinciones
| Predecesora: Renata Ruiz | Elite Model Look Chile 2002 | Sucesora: Roberta Hinrichsen |